# 潇湘路 (长沙市)
潇湘路（潇湘大道）为湖南省长沙市的公路通道，工程包括堤防设施，为集防洪减灾、水土保持、水陆联通、景观美化等为一体的生态工程。道路沿湘江西岸而行，北起高塘岭镇以北沩水河口，南达坪塘镇学士路。整个工程全长约46公里，其中主城区段长约15公里，北延线三汊矶大桥至沩水的望城段长约22公里，南延线猴子石大桥至坪塘段长约9公里；已修通路段北至星城镇白沙州，南达黑石铺大桥，全长约26公里。
潇湘大道主城区段三汊矶至猴子石大桥间路幅宽度40－60米，双向6车道；全段设有免费停车位供观光车辆使用。此外在橘子洲大桥以南至猴子石大桥段二侧设公共汽车专用车道，沿湘江一侧（道路东侧）另设有观光车道。观光车道实行由南往北的单向行车管理，禁止机动车由北往南在观光车道逆向行驶。